# 坂本雄一郎
坂本 雄一郎（さかもと ゆういちろう、1975年8月27日 - ）は、日本の元男子バレーボール選手。Vプレミアリーグのサントリーサンバーズに所属していた。

## 来歴
茨城県潮来市出身。ママさんバレーをしていた母親の影響で、高校1年よりバレーボールを始める。
日立国分トルメンタの休部に伴い、2002年にサントリーサンバーズへ移籍した。2011/12シーズンをもって勇退。

## 球歴
- 全日本代表 - 2008年

## 所属チーム
- 麻生高校
- 日立国分トルメンタ（1999-2002年）
- サントリーサンバーズ (2002-2012年)